# Wörnitz
Wörnitz er en flod i den tyske delstat Bayern , og en af Donaus bifloder. Den har sit udspring i Schillingsfürst i Mittelfranken. Floden løber mod syd gennem Nördlinger Ries og munder ud i Donau i Donauwörth. Wörnitz passerer byerne Wörnitz, Dinkelsbühl, Wassertrüdingen, Oettingen, Harburg og Donauwörth.
49°16′57″N 10°15′25″Ø / 49.2825°N 10.2569°Ø